# Amerikaanse presidentsverkiezingen 1832
Bij de Amerikaanse presidentsverkiezingen van 1832 werd de Democraat en zittend president Andrew Jackson herkozen voor een tweede termijn.

## Nominaties
Jacksons voornaamste rivaal tijdens deze verkiezingen was Henry Clay die de kandidaat van de Nationale Republikeinse Partij was, terwijl William Wirt de Anti-Masonic Party vertegenwoordigde.
Voor de eerste maal in de Amerikaanse geschiedenis hielden de diverse politieke partijen nominatie-conventies die de kandidaten die voor de partij de strijd om het presidentschap aangingen aanwezen.
De Democratische Partij nomineerde Jackson met Martin van Buren als vicepresidentskandidaat.
Bij de National Republican Party werden Clay en John Sergeant genomineerd.
Terwijl de Anti-Masonic Party, een partij die slechts één programmapunt had, namelijk de strijd tegen de vrijmetselarij, William Wirt en Amos Ellmaker als presidents– respectievelijk vicepresidentskandidaat naar voren schoven.

## Presidentskandidaten

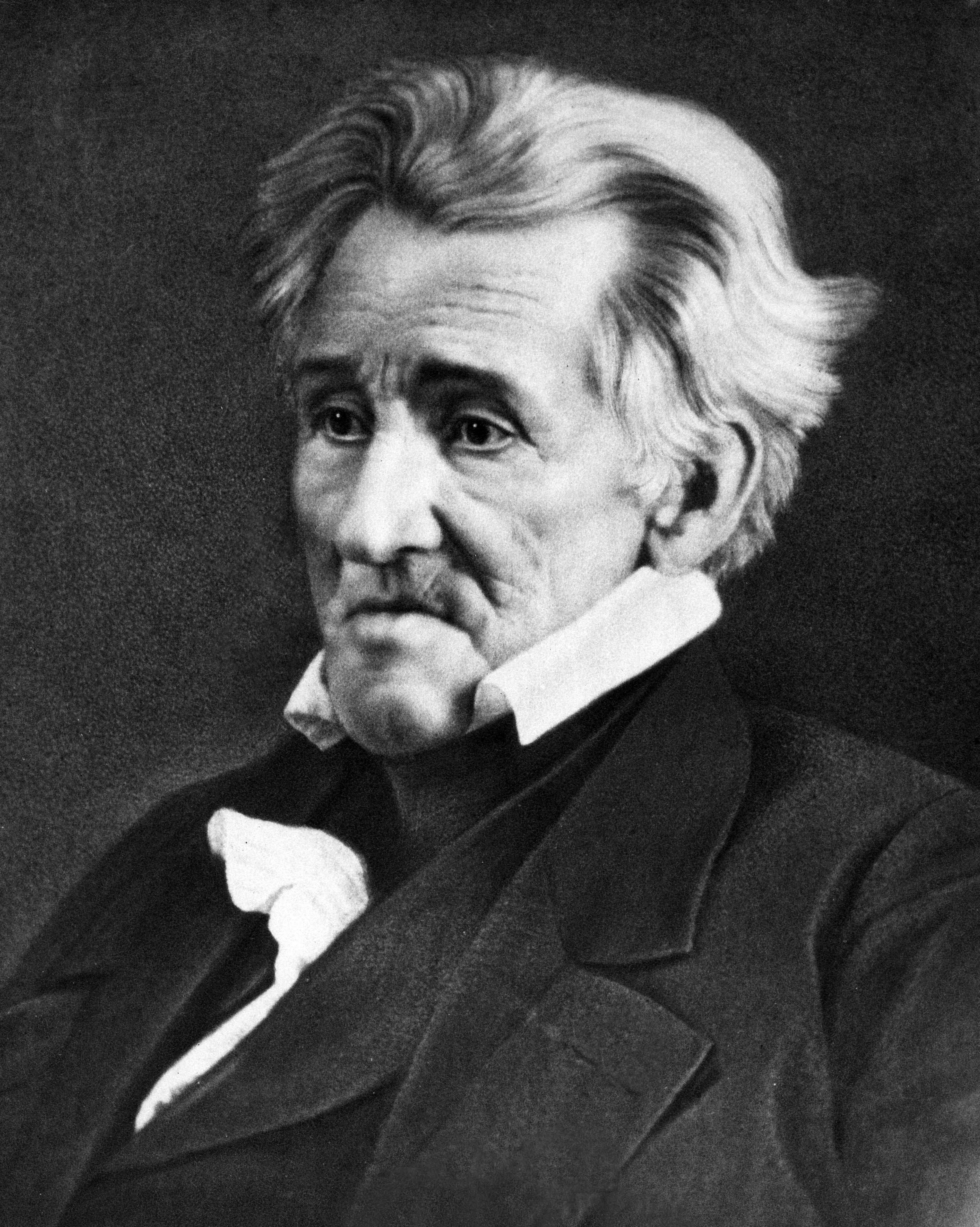
President Andrew Jackson uit Tennessee Democratische Partij
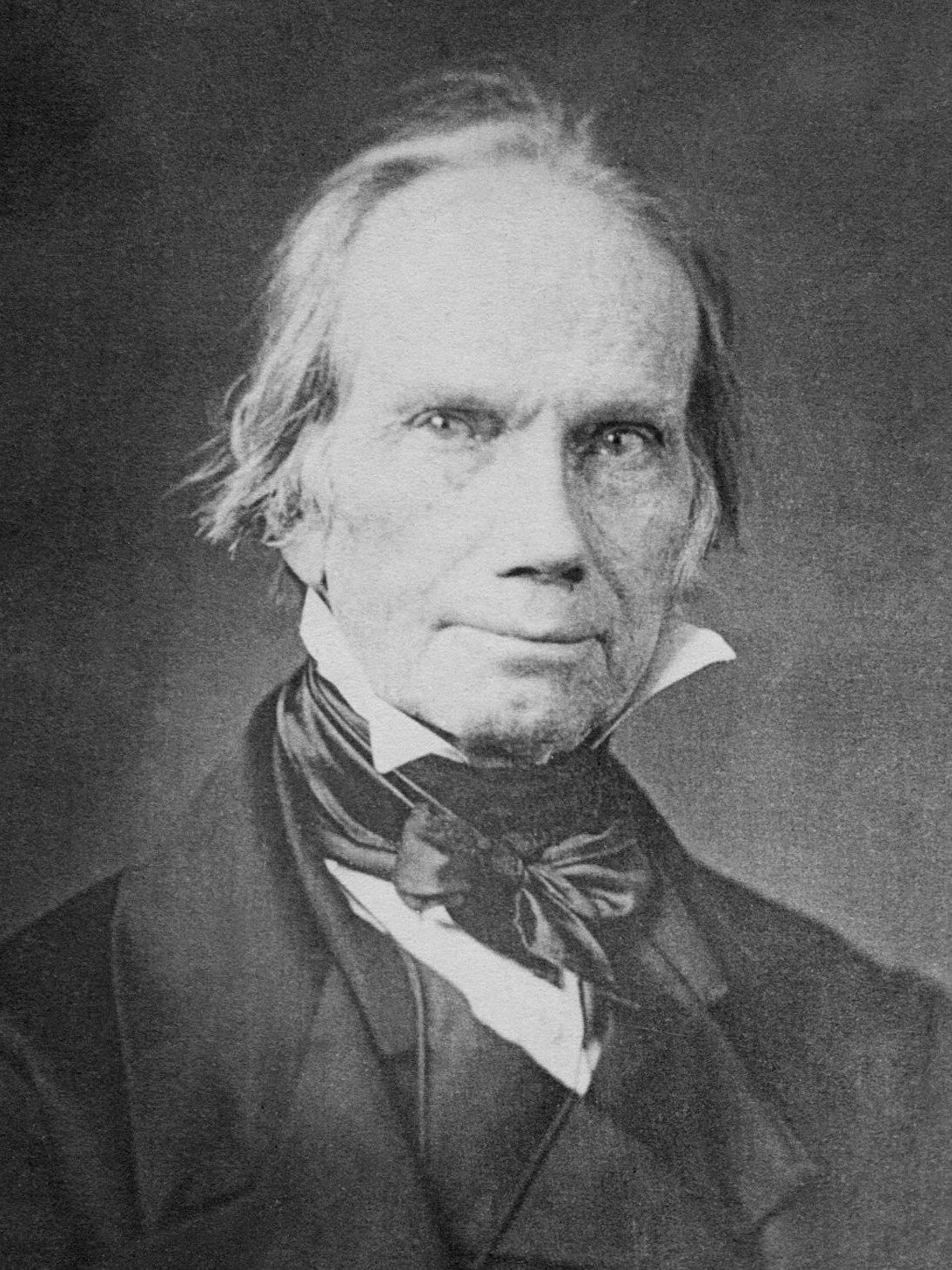
Senator Henry Clay uit Kentucky Nationale Republikeinse Partij
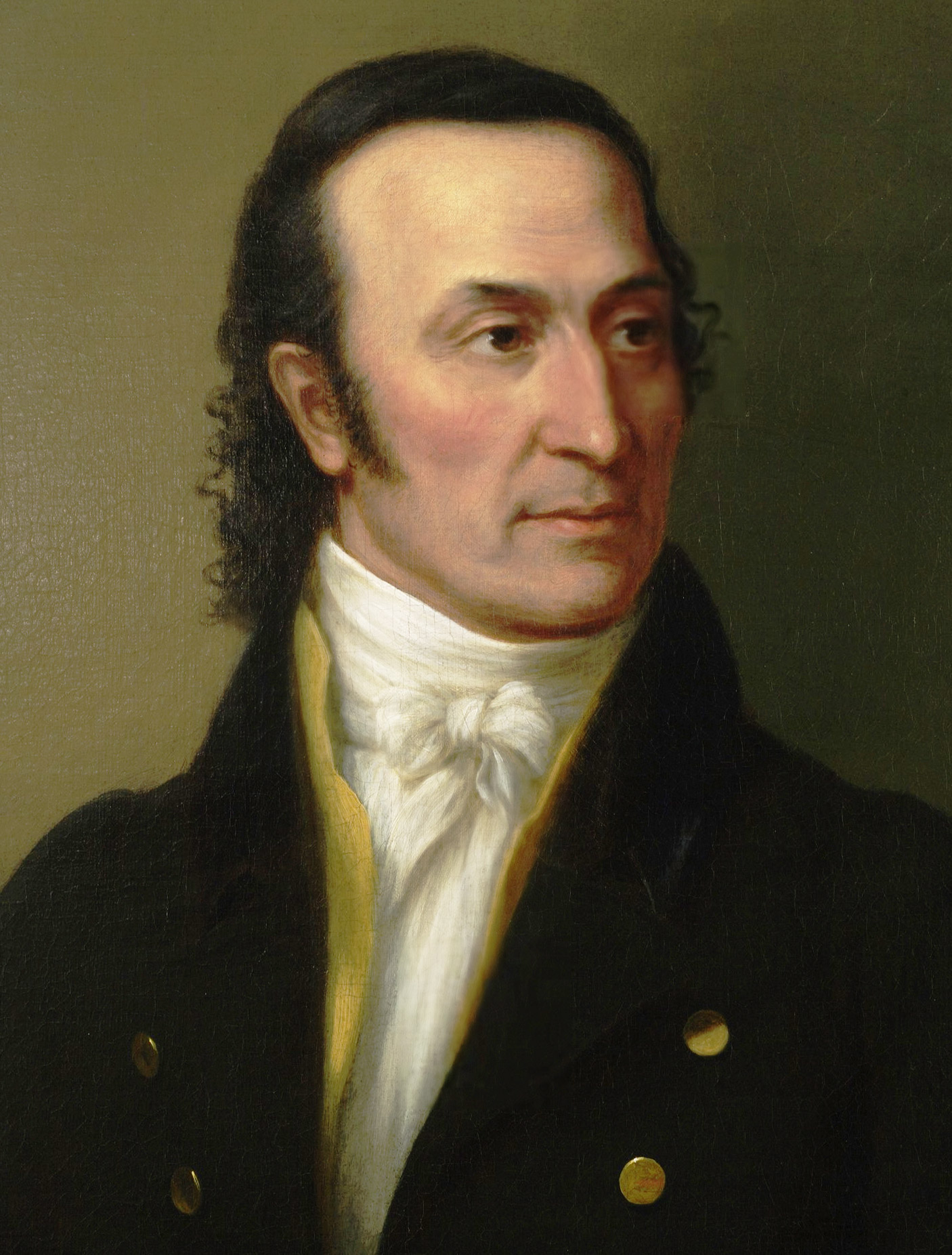
Gouverneur John Floyd uit Virginia Nullifier Partij
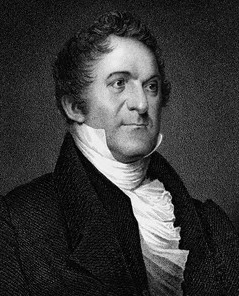
Voormalig Minister van Justitie William Wirt uit Virginia Anti-Vrijmetselarij Partij, voortgekomen uit een protestbeweging in de Staat New York.

- Senator 
 Henry Clay 
 uit Kentucky 
 Nationale 
 Republikeinse Partij
- Gouverneur 
 John Floyd 
 uit Virginia 
 Nullifier Partij
- Voormalig 
 Minister van Justitie 
 William Wirt 
 uit Virginia 
 Anti-Vrijmetselarij 
 Partij, voortgekomen uit een protestbeweging in de Staat New York.[1]

### Vicepresidentskandidaten
- Voormalig 
 Ambassadeur 
 Martin Van Buren 
 uit New York 
 Democratische Partij
- Minister van Financiën 
 John Sergeant 
 uit Pennsylvania 
 Nationale 
 Republikeinse Partij

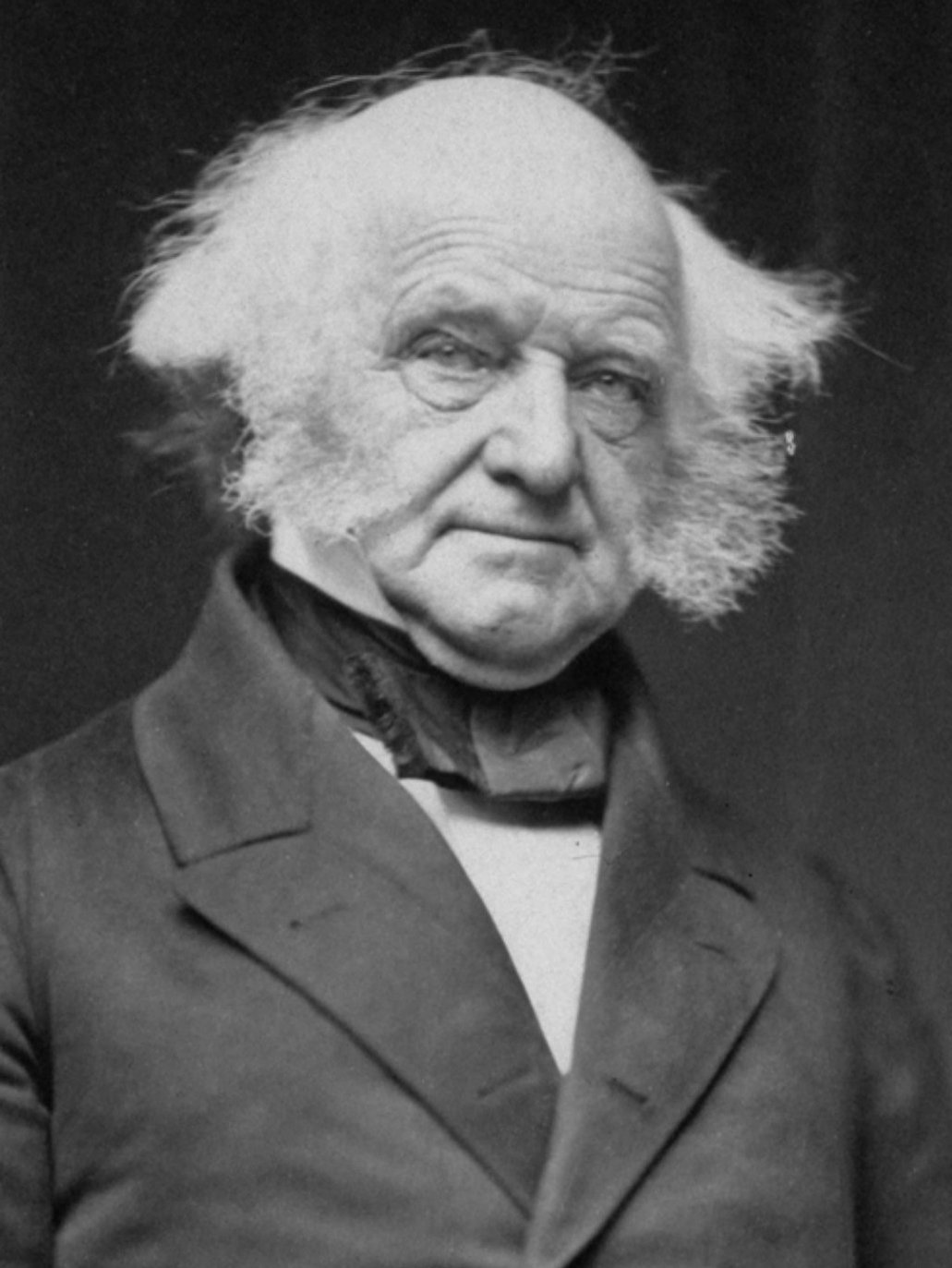
Voormalig Ambassadeur Martin Van Buren uit New York Democratische Partij
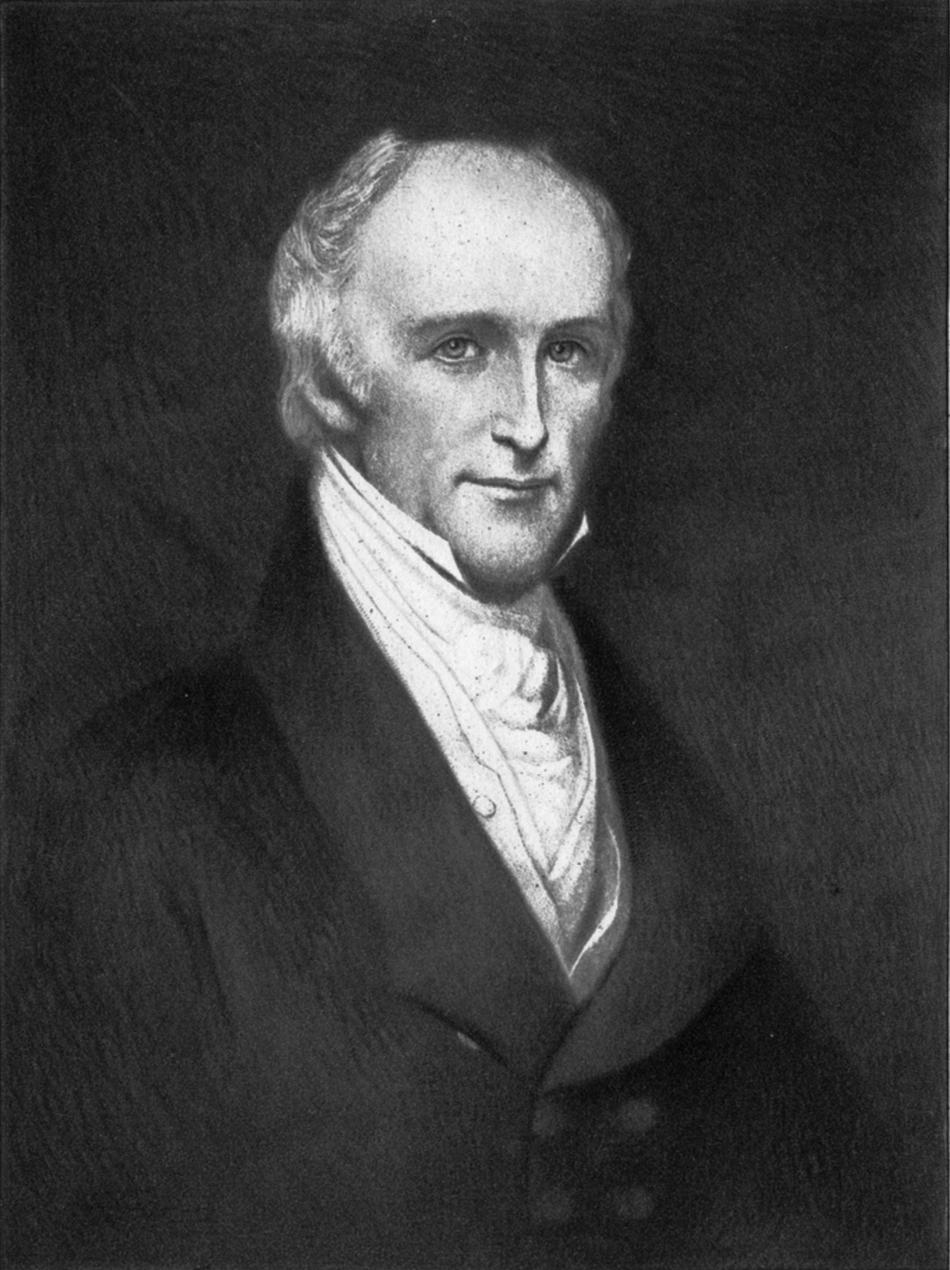
Minister van Financiën John Sergeant uit Pennsylvania Nationale Republikeinse Partij
Econoom Henry Lee uit Massachusetts Nullifier Partij
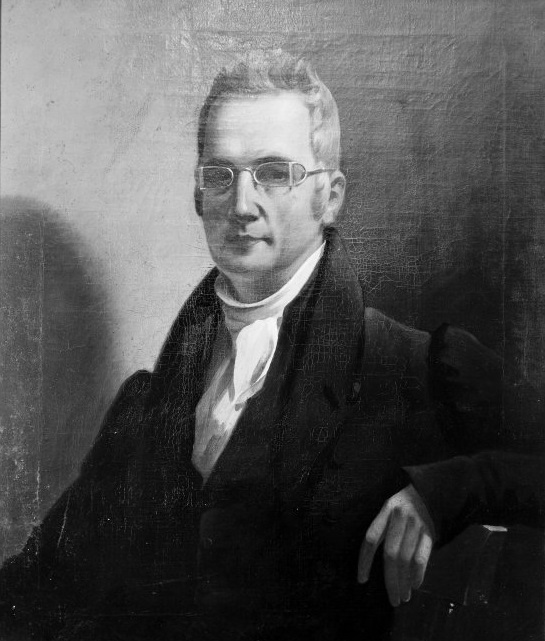
Voormalig Procureur-generaal Amos Ellmaker uit Pennsylvania Anti-Vrijmetselarij Partij

- Voormalig 
 Procureur-generaal 
 Amos Ellmaker 
 uit Pennsylvania 
 Anti-Vrijmetselarij 
 Partij

## Campagne
Jacksons campagne draaide voornamelijk op de Bankstrijd. De Tweede Nationale Bank was in 1816 bij wet opgericht en het voortbestaan van de bank moest bij wet worden verlengd. Jackson echter was fel tegenstander van de bank, die volgens hem de elites en grotere bedrijven te veel voordeel zou verschaffen ten opzichte van het "gewone volk".
Clay wees vooral op Jacksons veelvuldig gebruik van het presidentiële vetorecht en schilderde hem af als "Koning Andrew".

## Uitslag
Bij de verkiezingen waren de uitslagen bij alle staten gebaseerd op door het volk uitgebrachte stemmen. Alleen South Carolina koos haar kiesmannen door middel van stemming in de wetgevende vergadering van de staat. Jackson zou ruim 54% van de stemmen halen, terwijl Clay rond de 37% bleef steken. In het kiescollege kreeg Jackson 219 kiesmannen, terwijl Clay er slechts 49 achter zijn naam kreeg. William Wirt veroverde 7 kiesmannen en alle 11 kiesmannen uit South Carolina kozen voor John Floyd, die geen officiële kandidaat was.
| Kandidaat                 | Partij                         | Stemmen   | Percentage | Kiesmannen | Running mate                      |
| ------------------------- | ------------------------------ | --------- | ---------- | ---------- | --------------------------------- |
| Andrew Jackson            | Democraat                      | 702.735   | 54,7%      | 219        | Martin van Buren William Wilkins* |
| Henry Clay                | Nationale Republikeinse Partij | 474.107   | 36,9%      | 49         | John Sergeant                     |
| John Floyd                | Onafhankelijk                  | 0         | 0%         | 11         | Henry Lee                         |
| William Wirt              | Anti Masonic Party             | 99.817    | 7,8%       | 7          | Amos Ellmaker                     |
| Overigen                  |                                | 7.061     | 0,6%       | 0          |                                   |
| Niet-stemmende kiesmannen |                                |           |            | 2          |                                   |
| TOTAAL                    |                                | 1.283.720 | 100%       | 288        |                                   |

Voetnoot: Martin van Buren had enige tegenstand te verwerken vanuit zijn eigen partij. 30 kiesmannen kozen niet voor hem maar voor Wilkins.